# Gran Premio di superbike di Kyalami 2001
Il Gran Premio di superbike di Kyalami 2001 è stato la seconda prova su tredici del campionato mondiale Superbike 2001, è stato disputato il 1º aprile sul circuito di Kyalami e ha visto la vittoria di Colin Edwards in gara 1, mentre la gara 2 è stata vinta da Ben Bostrom.

## Risultati

### Gara 1

#### Arrivati al traguardo[3]
| Pos. | Nº  | Pilota              | Squadra               | Motocicletta     | Giri | Tempo     | Griglia | Punti |
| ---- | --- | ------------------- | --------------------- | ---------------- | ---- | --------- | ------- | ----- |
| 1º   | 1   | Colin Edwards       | Castrol Honda         | Honda VTR 1000 S | 25   | 43:17.222 | 3º      | 25    |
| 2º   | 21  | Troy Bayliss        | Ducati Infostrada     | Ducati 996 R     | 25   | +0:01.848 | 2º      | 20    |
| 3º   | 3   | Troy Corser         | Aprilia Axo           | Aprilia RSV 1000 | 25   | +0:04.156 | 4º      | 16    |
| 4º   | 155 | Ben Bostrom         | Ducati L&M            | Ducati 996 R     | 25   | +0:09.768 | 1º      | 13    |
| 5º   | 5   | Akira Yanagawa      | Fuchs Kawasaki        | Kawasaki ZX 7RR  | 25   | +0:13.506 | 8º      | 11    |
| 6º   | 4   | Pierfrancesco Chili | Suzuki Alstare Corona | Suzuki GSX R750  | 25   | +0:32.699 | 7º      | 10    |
| 7º   | 6   | Gregorio Lavilla    | Fuchs Kawasaki        | Kawasaki ZX 7RR  | 25   | +0:35.252 | 11º     | 9     |
| 8º   | 55  | Régis Laconi        | Aprilia Axo           | Aprilia RSV 1000 | 25   | +0:35.513 | 9º      | 8     |
| 9º   | 11  | Rubén Xaus          | Ducati Infostrada     | Ducati 996 R     | 25   | +0:41.956 | 10º     | 7     |
| 10º  | 24  | Stéphane Chambon    | Suzuki Alstare Corona | Suzuki GSX R750  | 25   | +0:49.721 | 16º     | 6     |
| 11º  | 35  | Giovanni Bussei     | Ducati NCR            | Ducati 996 RS    | 25   | +0:51.503 | 12º     | 5     |
| 12º  | 36  | Broc Parkes         | Ducati NCR            | Ducati 996 RS    | 25   | +0:53.418 | 13º     | 4     |
| 13º  | 33  | Robert Ulm          | Gerin WSBK            | Ducati 996 RS    | 25   | +1:04.241 | 17º     | 3     |
| 14º  | 52  | James Toseland      | GSE Racing            | Ducati 996 RS    | 25   | +1:17.800 | 14º     | 2     |
| 15º  | 20  | Marco Borciani      | Pedercini             | Ducati 996 RS    | 25   | +1:18.148 | 15º     | 1     |
| 16º  | 22  | Lucio Pedercini     | Pedercini             | Ducati 996 RS    | 25   | +1:18.160 | 18º     |       |
| 17º  | 27  | Bertrand Stey       | White Endurance       | Honda SP         | 25   | +1:24.571 | 22º     |       |
| 18º  | 31  | Michele Malatesta   | Kawasaki Bertocchi    | Kawasaki ZX 7RR  | 25   | +1:33.094 | 23º     |       |
| 19º  | 99  | Steve Martin        | DFX Racing            | Ducati 996 RS    | 25   | +1:43.523 | 20º     |       |
| 20º  | 46  | Mauro Sanchini      | Pedercini             | Ducati 996 RS    | 25   | +1:43.836 | 19º     |       |
| 21º  | 51  | Marty Craggill      | Pacific               | Ducati 996 RS    | 24   | +1 giro   | 24º     |       |
| 22º  | 41  | Ludovic Holon       | Kawasaki Bertocchi    | Kawasaki ZX 7RR  | 24   | +1 giro   | 25º     |       |
| 23º  | 25  | Javier Rodríguez    | Ghelfi Art            | Honda VTR 1000 R | 24   | +1 giro   | 26º     |       |
| 24º  | 23  | Jiří Mrkývka        | JM SBK                | Ducati 996 RS    | 24   | +1 giro   | 27º     |       |

#### Ritirati
| Nº  | Pilota         | Squadra        | Motocicletta     | Giri | Griglia |
| --- | -------------- | -------------- | ---------------- | ---- | ------- |
| 100 | Neil Hodgson   | GSE Racing     | Ducati 996 RS    | 11   | 5º      |
| 7   | Juan Borja     | Panavto Yamaha | Yamaha R7        | 11   | 21º     |
| 8   | Tadayuki Okada | Castrol Honda  | Honda VTR 1000 S | 5    | 6º      |

### Gara 2

#### Arrivati al traguardo[4]
| Pos. | Nº  | Pilota              | Squadra               | Motocicletta     | Giri | Tempo     | Griglia | Punti |
| ---- | --- | ------------------- | --------------------- | ---------------- | ---- | --------- | ------- | ----- |
| 1º   | 155 | Ben Bostrom         | Ducati L&M            | Ducati 996 R     | 25   | 43:13.513 | 1º      | 25    |
| 2º   | 21  | Troy Bayliss        | Ducati Infostrada     | Ducati 996 R     | 25   | +0:04.305 | 2º      | 20    |
| 3º   | 3   | Troy Corser         | Aprilia Axo           | Aprilia RSV 1000 | 25   | +0:12.551 | 4º      | 16    |
| 4º   | 100 | Neil Hodgson        | GSE Racing            | Ducati 996 RS    | 25   | +0:17.340 | 5º      | 13    |
| 5º   | 11  | Rubén Xaus          | Ducati Infostrada     | Ducati 996 R     | 25   | +0:18.234 | 10º     | 11    |
| 6º   | 55  | Régis Laconi        | Aprilia Axo           | Aprilia RSV 1000 | 25   | +0:18.832 | 9º      | 10    |
| 7º   | 6   | Gregorio Lavilla    | Kawasaki Racing       | Fuchs Kawasaki   | 25   | +0:32.113 | 11º     | 9     |
| 8º   | 4   | Pierfrancesco Chili | Suzuki Alstare Corona | Suzuki GSX R750  | 25   | +0:38.828 | 7º      | 8     |
| 9º   | 35  | Giovanni Bussei     | Ducati NCR            | Ducati 996 RS    | 25   | +0:43.682 | 12º     | 7     |
| 10º  | 24  | Stéphane Chambon    | Suzuki Alstare Corona | Suzuki GSX R750  | 25   | +0:48.876 | 16º     | 6     |
| 11º  | 36  | Broc Parkes         | Ducati NCR            | Ducati 996 RS    | 25   | +1:02.689 | 13º     | 5     |
| 12º  | 33  | Robert Ulm          | Gerin WSBK            | Ducati 996 RS    | 25   | +1:10.353 | 17º     | 4     |
| 13º  | 31  | Michele Malatesta   | Kawasaki Bertocchi    | Kawasaki ZX 7RR  | 25   | +1:14.585 | 23º     | 3     |
| 14º  | 22  | Lucio Pedercini     | Pedercini             | Ducati 996 RS    | 25   | +1:16.396 | 18º     | 2     |
| 15º  | 27  | Bertrand Stey       | White Endurance       | Honda SP         | 25   | +1:19.116 | 22º     | 1     |
| 16º  | 46  | Mauro Sanchini      | Pedercini             | Ducati 996 RS    | 25   | +1:20.554 | 19º     |       |
| 17º  | 99  | Steve Martin        | DFX Racing            | Ducati 996 RS    | 25   | +1:32.479 | 20º     |       |

#### Ritirati
| Nº | Pilota           | Squadra            | Motocicletta     | Giri | Griglia |
| -- | ---------------- | ------------------ | ---------------- | ---- | ------- |
| 20 | Marco Borciani   | Pedercini          | Ducati 996 RS    | 24   | 15º     |
| 52 | James Toseland   | GSE Racing         | Ducati 996 RS    | 17   | 14º     |
| 1  | Colin Edwards    | Castrol Honda      | Honda VTR 1000 S | 15   | 3º      |
| 23 | Jiří Mrkývka     | JM SBK             | Ducati 996 RS    | 15   | 27º     |
| 51 | Marty Craggill   | Pacific            | Ducati 996 RS    | 9    | 24º     |
| 8  | Tadayuki Okada   | Castrol Honda      | Honda VTR 1000 S | 7    | 6º      |
| 41 | Ludovic Holon    | Kawasaki Bertocchi | Kawasaki ZX 7RR  | 4    | 25º     |
| 25 | Javier Rodríguez | Ghelfi Art         | Honda VTR 1000 R | 2    | 26º     |
| 5  | Akira Yanagawa   | Kawasaki Racing    | Fuchs Kawasaki   | 1    | 8º      |